# Miriam Fried
Miriam Fried (Satu Mare, 9 settembre 1946) è una violinista e docente israeliana di origine rumena.

## Biografia
Miriam Fried è nata a Satu Mare in Romania, e all'età di 2 anni si è trasferita con la sua famiglia a Herzliya in Israele. Ha iniziato a studiare pianoforte con la madre, insegnante di pianoforte, e all'età di otto anni ha deciso di passare al violino, prendendo lezioni da Alice Fenyves all’Accademia di musica di Tel-Aviv. Nel 1964 ha completato gli studi presso la Rubin Academy of Music di Tel Aviv sempre con Alice Fenyves. Continuò gli studi con il fratello Lorand Fenyves al Conservatorio di Ginevra. Sostenuta da Isaac Stern ha proseguito i suoi studi negli Stati Uniti (1966-1969) con Joseph Gingold all'Università dell'Indiana a Bloomington e con Ivan Galamian alla Juilliard School di New York. 
Nel 1968 Fried ottiene il primo premio al Concorso ‘Premio Paganini’ di Genova. Nel 1969 ha inizio la carriera internazionale.  Nel 1971 vince il primo premio al Concorso Regina Elisabetta di Bruxelles. Con questi due premi alle spalle, ha costruito una notevole carriera come solista e musicista da camera. Miriam Fried è la dedicataria di composizioni di Donald Erb, Ned Rorem e Alexander Boskovich. Dal 1986 Fried insegna alla Jacobs School of Music dell'Università dell'Indiana a Bloomington. Tra i suoi studenti spiccano Philippe Graffin, Pekka Kuusisto e Nancy Zhou. Suona uno Stradivari del 1718 che sarebbe appartenuto a Louis Spohr e in precedenza a Regina Strinasacchi.